# Panawat Prabsamornchai
Panawat Prabsamornchai (thailändisch ปณวัตร ปราบสมรชัย, * 21. Juli 1997), auch als Chon bekannt, ist ein thailändischer Fußballspieler.

## Karriere
Panawat Prabsamornchai stand bis Anfang August 2020 beim Drittligisten Chamchuri United FC unter Vertrag. Mit dem Verein aus der Hauptstadt Bangkok spielte er in der Bangkok Metropolitan Region der dritten Liga. Am 7. August 2020 unterschrieb er einen Vertrag beim Ayutthaya United FC. Der Verein aus Ayutthaya spielte in der zweiten thailändischen Liga, der Thai League 2. Sein Profidebüt gab er am letzten Spieltag der Saison 2020/21 am 31. März 2021 im Auswärtsspiel beim Navy FC. Hier stand er in der Startelf und stand die kompletten 90 Minuten im Tor. Im Juni 2021 wechselte der Torwart zum Drittligisten Songkhla FC. Für den Verein aus Sonkhla kam er in der dritten Liga nicht zum Einsatz. Nach der Saison verließ er den Verein. Im August 2022 unterschrieb er einen Vertrag bei seinem ehemaligen Verein Ayutthaya United. Nachdem er in der Hinrunde 2022/23 nicht zum Einsatz kam, wurde sein Vertrag nach der Hinrunde aufgelöst. Von Januar 2023 bis Sommer 2023 war er vertrags- und vereinslos. Zu Beginn der Saison 2023/24 nahm ihn sein ehemaliger Verein, der Drittligist Chamchuri United FC, unter Vertrag. Nach vier Ligaspielen wurde sein Vertrag im Sommer 2024 nicht verlängert.